# Transakta
Transakta byl československý podnik zahraničního obchodu (PZO). Jeho sídlo se nacházelo v Praze vedle současného sídla ministerstva financí České republiky v Letenské ulici. Společnost zřizovala a současně též spravovala výrobní majetkové účasti v cizích zemích. Věnovala se také zprostředkování exportů a importů v rámci výrobních kooperací se zahraničními společnostmi. Koordinovala také v zakázkách, na nichž se podílelo více PZO, jejich součinnost. V rámci těchto koordinací se starala vedle jiného i o export a import zboží.